# 1066
| 1066               |
| ------------------ |
| Dødsfald - Fødsler |
| • Begivenheder     |

| Gregoriansk kalender | 1066 MLXVI              |
| Ab urbe condita      | 1819                    |
| Armensk kalender     | 515 ԹՎ ՇԺԵ              |
| Kinesiske kalender   | 3762 – 3763 乙巳 – 丙午 |
| Etiopisk kalender    | 1058 – 1059             |
| Jødisk kalender      | 4826 – 4827             |
| Hindukalendere       |                         |
| - Vikram Samvat      | 1121 – 1122             |
| - Shaka Samvat       | 988 – 989               |
| - Kali Yuga          | 4167 – 4168             |
| Iransk kalender      | 444 – 445               |
| Islamisk kalender    | 458 – 459               |

Konge i Danmark: Svend 2. Estridsen 1047-1074
Se også 1066 (tal)

## Begivenheder

### Januar
- 6. januar - Harald II krones til konge af England

### Februar
- 28. februar – Westminster Abbey åbnes

### September
- 20. september - slaget ved Fulford - norske vikinger anført af Harald Hårderåde vinder over engelske jarler
- 25. september – Harald Hårderåde forsøger at erobre England, Slaget ved Stamford Bridge
- 28. september - Vilhelm Erobreren går i land i England og indleder den Normanniske erobring af England

### Oktober
- 14. oktober – Normannerne erobrer England, Slaget ved Hastings
- 15. oktober - efter Harold Godvinsons død under Slaget ved Hastings udnævnes Edgar Ætheling til konge af England; han krones dog ikke, og overlader to måneder senere tronen til Vilhelm Erobreren

### December
- 25. december – Wilhelm Erobreren bliver konge af England.

## Dødsfald
- Biskop Johan af Mecklenburg får ofret sit afhuggede hoved til Radigast
- 25. september - Harald Hårderåde, norsk konge (født, 1015)
- 25. september - Tostig Hårderåde, norsk viking